# 鈴木従道
鈴木 従道（すずき つぐみち、1945年10月16日 - ）は、日本の元陸上選手で指導者。1968年メキシコシティオリンピック陸上競技男子10000メートル日本代表。

## 経歴
栃木県塩谷郡塩谷町出身。1961年4月、栃木県立矢板高等学校入学。チームは高校駅伝に3年連続で栃木代表として出場。1年時(1961年)は4区区間4位(26分24秒)、2年時(1962年)は1区区間11位(31分43秒)、3年時は1区区間4位(30分32秒)の成績を修める。
1964年4月、日本大学に進学、大学では釜本文男監督の指導を受けて箱根駅伝では1965年、1967年、1968年と3度優勝。
1968年、大学卒業と共に東洋ベアリング（現：NTN）に入社。同年にはメキシコシティオリンピック陸上男子10000mの代表となった。結果は21位。1969年、日本選手権 5000mで優勝。
トラック長距離選手としては澤木啓祐に次ぐ存在で、故障が多く殆ど国内大会を走っていない澤木にかわって、ナイター陸上等では期待を一身に背負って外国招待選手相手に健闘した。
1988年のダイハツ女子陸上部創部に伴い監督に就任。同陸上部に所属していた1992年バルセロナオリンピック女子マラソン日本代表の小鴨由水や、1993年世界陸上シュトゥットガルト大会女子マラソン優勝の浅利純子らを育てあげ、ダイハツ陸上部の一時代を築いた。2005年定年によりダイハツ陸上部を退職。
現在は競歩選手のコーチとして活動中。2008年北京オリンピック7位入賞の山崎勇喜（長谷川体育施設）などを指導している。

## マラソン全成績
1. 2時間22分37秒　　3位　1966年 - 水戸読売
2. 2時間18分01秒　　3位　1970年 - びわ湖毎日（生涯自己記録）
3. 2時間25分24秒　　9位　1971年 - びわ湖毎日
4. 2時間22分47秒8　 5位　1971年 - ミュンヘン（プレオリンピック）
5. 2時間47分29秒　 50位　1971年 -  福岡国際
6. 2時間28分38秒　 15位　1975年 - 防府

## 関連書籍
- 『金メダルを掛けたアヒルさん　浅利純子の青春』（中島祥和著、報知新聞社、1994/4、ダイハツ女子陸上部監督時代の鈴木の指導に言及、ISBN 978-4831901064）
- 『カントク　オリンピック女子マラソンランナーを育てた男たち』（奥田益也著、家の光協会、1996/7、第2章 に『屈辱を越えて　浅利純子と鈴木従道監督』を掲載、ISBN 978-4259544980）